# Nadia Lippi
Nadia Lippi, all'anagrafe Nadia Barbosa Lippi Lopes (San Paolo, 12 marzo 1956), è un'attrice e conduttrice televisiva brasiliana, ritiratasi nel 2005.

## Biografia
Nadia Lippi ha lavorato perlopiù in telenovelas: il suo esordio è datato 1968, a soli 12 anni, con un ruolo minimo in A pequena orfana, produzione Tv Excelsior; passata poi a Tv Tupi, ha ricevuto il plauso della critica nel dar volto a personaggi di spessore.
Nel 1973 Nadia Lippi è stata ingaggiata per lavorare in A Virgem, la prima di una serie di fortunate pellicole brasiliane dal contenuto erotico. Per tutti gli anni 70 si proporrà in questo genere cinematografico, senza rinunciare alle telenovelas (firmando contratti con Tv Tupi e poi con Rede Globo).
Negli anni 80 l'attrice ha svolto tre ruoli memorabili in altrettante telenovelas della Globo (Guta in As Tres Marias, Vania in Brillante e Vilma in Samba d'Amore) e si è confermata una delle icone sexy brasiliane grazie alle copertine su Playboy. In questo stesso decennio ha anche condotto due show televisivi di successo, Geração 80 e Globo de Ouro. I nuovi film da lei interpretati si sono invece rivelati un fiasco al botteghino, forse anche perché molto diversi da quelli che l'avevano lanciata.
Dopo aver sposato il collega Ney Santanna, conosciuto sul set di Samba d'amore, Nadia Lippi si è progressivamente allontanata dal mondo dello spettacolo, annunciando infine il ritiro nel 2005.

## Vita privata
Dal suo matrimonio con Ney Santanna è nata una femmina, l'attrice Thalita Lippi. Nadia Lippi ha poi divorziato, per sposarsi in seconde nozze con l'economista Marco Polo de Mello Lopes, con cui ha generato un maschio, Rodrigo. Attualmente è titolare di un salone estetico a Ipanema.

## Filmografia

### Telenovelas
- A Pequena Órfã (1968)
- A Menina do Veleiro Azul (1969)
- Tilim (1970)
- As Pupilas do Senhor Reitor (1970)
- A Revolta dos Anjos (1972)
- Signo da Esperança (1972)
- O Príncipe e o Mendigo (1972)
- Rosa dos Ventos (1973)
- A Barba-Azul (1974)
- Um Dia, o Amor (1975)
- O Sheik de Ipanema (1975)
- Tchan! A Grande Sacada (1976)
- Pecado Rasgado (1978)
- Pai Herói (1979)
- As Três Marias (1980)
- Samba d'amore (Chega mais, 1980)
- Brillante (Brilhante, 1981)
- Brida (1998)
- Prova de Amor (2005)

### Miniserie
- Teleteatro Antunes Filho (episodio: "Somos Todos do Jardim da Infância") (1975)
- Aplauso (episodio: "Angélica") (Rede Globo) (1979)
- Plantão de Polícia (episodio: "O Homem que Veio do Brás") (1980)
- Sítio do Picapau Amarelo (episodio: "A Canastra da Emilia") (1982)
- Caso Verdade (episodio: "Casa, Comida e Carinho") (1982)
- Caso Verdade (episodio: "Ano Novo, Vida Nova") (1985)
- Fronteiras do Desconhecido (episodio: "Maria do Cais") (1990)

### Telefilm
- Os Trapalhões (1974)
- Sossega Leão (1976)

### Cinema
- O Casamento dos Trapalhões (1988)
- O Trapalhão na Arca de Noé (1983)
- Insônia (1982)
- Na Estrada da Vida (1981)
- A Árvore dos Sexos (1977)
- O Mulherengo (1977)
- Ninguém Segura Essas Mulheres (1976)
- A Noite das Fêmeas (1976)
- Já Não Se Faz Amor como Antigamente (1976)
- Efigênia Dá Tudo que Tem (1975)
- A Virgem (1973)

## Conduzioni televisive
- Geração 80 (1980)
- Globo de Ouro (1981)